# Bohème (1923)
Bohème, auch bekannt unter dem Zweittitel Bohème – Künstlerliebe, ist ein deutsches Stummfilmdrama aus dem Jahre 1923 von Gennaro Righelli mit Maria Jacobini in der Hauptrolle. Die Geschichte basiert auf dem gleichnamigen Roman von Henri Murger.

## Handlung
Im Mittelpunkt dieser Pariser Geschichte steht die leidenschaftliche Mimi, eine Frau zwischen mehreren Männern. Dies sind Marcel, ein Schriftsteller, Rodolphe, ein Maler, der reiche Graf Paul und der schon etwas ältere Komponist Schaunard. Vom Grafen ausgenommen, sind die drei Künstler Vertreter der Pariser Bohème, deren Idealismus zumeist ebenso groß wie ihr Einkommen klein ist. In ihrem finanziellen Elend vereint, teilen die Männer miteinander (fast) alles. Lediglich um die Gunst Mimis herrscht ein Kampf. Marcel scheint der Gewinner, doch Mimi lässt ihn wegen seiner Eifersuchtsattacken zurück und schließt sich dem Grafen Paul an. Doch sie kann Marcel nicht vergessen und verlässt Paul wieder. Bald landet sie im sozialen Elend, und auch die Liebe zu Marcel scheitert. Schließlich geht es mit Mimis Gesundheit steil bergab, und sie muss ins Krankenhaus eingeliefert werden. Dort kommt es zur letzten Aussöhnungs-Begegnung mit Marcel, ehe sie in seinen Armen stirbt.

## Produktionsnotizen
Die Dreharbeiten zu Bohème, dem ersten deutschen Film des italienischen Leinwandstars Maria Jacobini, begannen im Herbst 1922 und endeten zum Jahresbeginn 1923. Die Produktion passierte die Filmzensur am 14. März 1923. Die Uraufführung fand elf Tage später statt. Der Sechsakter besaß eine Länge von 2747 Metern und wurde mit Jugendverbot belegt.
Die Filmbauten gestalteten Hans Dreier, Artur Günther und Max Knaake, die Kostüme Leopold Verch.

## Kritiken
Der Kinematograph zeigte gleich nach der Berliner Premiere eine Übersicht der deutschen Filmkritik, die überwiegend enthusiastisch ausfiel: Dort heißt es beispielsweise im sozialdemokratischen Vorwärts, dass bisher kein Film „mit so luftigen, dichterisch und malerisch durchfühlten, mit so ganz filmmäßig erfaßten Einfällen das Auge des Zuschauers überschüttet wie dieser“ habe. Da werde „ein Feuerwerk von Witz und Grazie abgebrannt“. Das 8-Uhr-Abendblatt verglich Maria Jacobinis Spiel mit dem Asta Nielsens. Die Berliner Börsen-Zeitung stieß ins selbe Horn und meinte, die Jacobini „rechtfertigt ihren Ruf, ihre durchgeistige Zierlichkeit weiß seelische Regungen mit großer Delikatesse zu gestalten, ihr Spiel ergreift.“ Die Deutsche Allgemeine Zeitung wiederum nannte Bohème „ein wohlgelungenes Meisterwerk“ und befand: „Man ist bezaubert von der natürlichen Leichtigkeit der Bilderszenen, von dem Reiz der wahrhaft romantischen Darstellung“. Maria Jacobini gebe „lebendiges Leben mit dem man mitfühlt, mit sich freut und mitleidet. Wie ihre Liebe zaghaft in ihr aufsteigt, wie sie den Schmerz des Todes schließlich fühlt, das ist große Schauspielkunst“. Und für das Film-Echo wiederum war der Regisseur und Jacobini-Landsmann Gennaro Righelli „ein feinsinniger Künstler“.
Wiens Das Kino-Journal schrieb: „Sehr gut gespielt, bietet der Film einen prächtigen Ausschnitt aus dem Künstlerleben der Seinestadt.“